# Valdelagua del Cerro
Valdelagua del Cerro é um município da Espanha na província de Sória, comunidade autónoma de Castela e Leão, de área 4,85 km² com população de 17 habitantes (2006) e densidade populacional de 3,51 hab/km².

## Demografia
| Variação demográfica do município entre 1991 e 2004 | Variação demográfica do município entre 1991 e 2004 | Variação demográfica do município entre 1991 e 2004 | Variação demográfica do município entre 1991 e 2004 |
| --------------------------------------------------- | --------------------------------------------------- | --------------------------------------------------- | --------------------------------------------------- |
| 1991                                                | 1996                                                | 2001                                                | 2004                                                |
| 46                                                  | 34                                                  | 19                                                  | 17                                                  |